# Maćino Brdo
Maćino Brdo (cyr. Маћино Брдо) – wieś w Bośni i Hercegowinie, w Republice Serbskiej, w gminie Prnjavor. W 2013 roku liczyła 231 mieszkańców.